# La Bohème (Leoncavallo)
Pour les articles homonymes, voir La Bohème (homonymie).
Personnages

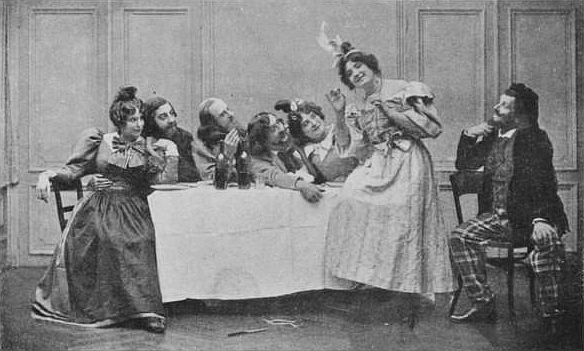
Une scène de La Bohème au Théâtre de la Renaissance à Paris le 10 octobre 1899

La Bohème est un opéra de Ruggero Leoncavallo en quatre actes, sur un livret en italien du compositeur, adapté des Scènes de la vie de bohème d'Henri Murger. Il fut créé avec succès le 6 mai 1897 à La Fenice de Venise. 

## Historique
Leoncavallo travaille dès 1890 sur commande de l'éditeur  Sonzogno, à l'adaptation pour l'opéra des Scènes de la vie de Bohème , le roman d'Henry Murger. De son côté Giacomo Puccini se met un peu plus tard à exploiter la même idée mais son opéra est créé un an avant celui de Leoncavallo, en 1896. Leoncavallo, malgré l'éclatant succès de la Première à la Fenice, souffre alors de la concurrence avec l'oeuvre de Puccini. Il révise l'œuvre, l'intitulant Mimì Pinson, dont la Première a lieu Palerme, au Teatro Massimo, le 14 avril 1913 mais rien n'y fait, sa version sombre dans l'oubli. La version de Puccini à l'inverse est devenue une référence du répertoire lyrique, très souvent joué au contraire de celle de Leoncavallo. 
Il semble établi qu'une querelle d'auteurs a opposé Leoncavallo et Puccini, tandis qu'ils travaillaient à partir du même roman en même temps. Leoncavallo accusa Puccini de ne pas avoir respecté sa propre priorité sur l'oeuvre alors qu'il lui aurait présentéun livret terminé. Il affirmait également que Puccini savait depuis le début qu’il travaillait sur l’opéra. Puccini, de son côté, a adressé une lettre ouverte à Leoncavallo, publiée dans le Il corriere della sera, se défendant de telles accusation et expliquant qu'il travaillait depuis longtemps de son côté à son opéra. Il précisait qu'il « se réjouissait également de la perspective de rivaliser avec son rival et de permettre au public de juger le gagnant ». 
Si la trame des deux opéras est très proche, ils se différencient musicalement par plusieurs aspects : ainsi par exemple, dans Leoncavallo, Rodolfo est baryton tandis que Marcello est ténor. Schaunard est clairement identifié comme compositeur et il joue même un morceau personnel au piano sur la scène, une parodie de cantate, à l'acte 2, Colline est un philosophe qui collectionne les livres rares et les quatre amis connaissent déjà Mimi qui leur présente Musette lors de leur première soirée au café Momus, scène par laquelle l'opéra débute. La différence d'ambiance et de style musical est particulièrement marquée chez Leoncavallo entre des actes 1 et 2 joyeux et légers, où les rapports entre les jeunes gens sont amusants et des actes 3 et 4 dramatiques où toutes les relations se tendent. Enfin Leoncavallo suit de très près le roman, opérant de véritables citations littéraires et donnant à son ouvrage, le réalisme du répertoire vériste dont il est l'un des principaux représentants.
L'opéra est créé en France à Paris, le 10 octobre 1899 au Théâtre de la Renaissance, alors appelé Théâtre-lyrique, en français, dans une traduction d'Eugène Crosti, avec le baryton Alexis Ghasne dans le rôle de Rodolfo et la soprano Jeanne Frandaz dans celui de Mimi.

## Rôles, tessitures et interprètes de la Première
| Rôle | Tessitures    | Distribution de la Première du 6 mai 1897 Direction musicales : Alessandro Pomè |
| --- | ------------- | ------------------------------------------------------------------------------- |
| Schaunard, musicien                                                                                              | Baryton       | Jacques [Gianni] Isnardon                                                       |
| Marcello, peintre                                                                                                | Ténor         | Giovanni Beduschi                                                               |
| Rodolfo, poète                                                                                                   | Baryton       | Rodolfo Angelini-Fornari                                                        |
| Mimì | Soprano       | Rosina Storchio                                                                 |
| Musetta | Mezzo-soprano | Elisa "Lison" Frandin                                                           |
| Gaudenzio, aubergiste                                                                                            | Ténor         | Enrico Giordani                                                                 |
| Loafer | Ténor         |                                                                                 |
| Colline, philosophe                                                                                              | Basse         | Lucio Aristi                                                                    |
| Eufemia | Mezzo-soprano | Clelia Cappelli                                                                 |
| Barbemuche | Basse         | Giuseppe Frigiotti                                                              |
| Durand | Ténor         | Enrico Giordani                                                                 |
| Étudiants, ouvrières, citadins, commerçants, marchands ambulants, soldats, serveurs, femmes et enfants – Choeurs |               |                                                                                 |

## Résumé
Les scènes se passent à Paris et les événements couvrent une année de Noël 1837 à Noël 1838.

### Acte 1
24 décembre 1837 au soir - Réveillon - Au café Momus
L'aubergiste Gaudenzio s'efforce de chasser les étudiants pauvres qui s'installent chez lui sans payer et en se livrant à divers chahuts tout en prônant les avantages de leur vie de bohème. Un échange vif commence entre Gaudenzio et Schaunard quand l'aubergiste s'aperçoit que le musicien a placardé une annonce sur la porte du café, pour proposer de donner des cours de musique dans l'auberge, tandis que Marcello a pris l'habitude de peindre sur les murs. Schaunard tente de le calmer en lui promettant qu'ils seront sages et consommeront régulièrement tout en annonçant la fête prévue le soir-même, celui de noël, « avec nos dames et une invitée ». Ils arrivent très nombreux. Marcello leur annonce l'arrivée de Mimi :  « Elle va venir avec une belle femme, jeune, qui a quitté cette nuit son banquier, tant elle est curieuse de se retrouver parmi nous ». Schaunard se charge ensuite de présenter les quatre compères et Mimi à Musette, la nouvelle venue, décrivant les relations de Rodolfo et Mimi en ces terme : « Rodolphe a épousé Mimi dans le bois de Meudon
et le prêtre des moineaux les a bénis ». Puis c'est au tour de Mimi de parler de Musette. Peu après durant le dîner, arrive un certain Barbemuche que Schaunard décrit ainsi : « Ça doit être un ambassadeur!
Il est toujours avec nous,
silencieux, incognito! ». Peu après Musette chante en l'honneur de Mimi : « Mimi Pinson, la petite blonde
que chacun veut courtiser ». Arrive le moment de l'addition et les amis ne peuvent pas payer. Schaunard tente de convaincre le patron de leur laisser un délai mais ce dernier refuse violemment et appelle ses serveurs à la rescousse. S'ensuit une parodie de bagarre où les compères s'amusent beaucoup. Finalement Barbemuche leur annonce « Messieurs, pardonnez-moi : un véritable ami
des artistes veut bien payer votre addition;
et c'est un plaisir pour moi que celui
de saisir l'occasion de faire votre connaissance ». Ils décident cependant de jouer l'addition au billard, partie que Barbemuche perd pour pouvoir régler la note.

### Acte 2
15 avril 1838 - La cour de la maison de Musette
Musette est couverte de dettes que son protecteur et amant refuse de payer. Elle est chassée de son logement et ses meubles sont transportés dans la cour de son immeuble où elle doit recevoir ses invités n'ayant pas d'autre solution. Marcello est là qui l'invite à dormir « Je n'ai qu'une pauvre petite chambre sous les toits, prés du ciel mais je te la donne. ». Mais il est trop tard pour modifier les plans de la soirée. Schaunard se précipite pour les aider « Vite! disposons les meubles dans un désordre élégant » et Rodolfo leur prête main-forte tout en leur offrant de l'argent et en annonçant « aujourd'hui j’ai vendu ma grande tragédie et ça, est le prix du « Vengeur » ». Ils arrivent bientôt très nombreux pour faire la fête joyeusement avec leurs amis, tous ravis de l'aubaine « Quelle idée! quel beau coup d‘oeil! Quelle splendeur. Regardez il y a un piano,
des divans; nous pouvons danser, ici, jusqu'à demain matin ». Arrive le vicomte Paul qui tente de séduire Mimi et de la convaincre de le suivre : « Mais, Mimi, regardez autour de vous! Quelle joie, quel espoir pouvez-vous attendre d'eux ? ». Barbemuche de son côté se rapproche de Musetta : « En moi persiste l’enchantement du charme de votre douce voix ».Les voisins, réveillés de leur sommeil, protestent en vain : « Si vous n'arrétez pas ce vacarme, nous allons très bientôt y mettre fin. » et la scène se termine par une bagarre générale entre les deux parties, tandis que le Vicomte emmène Mimi.
Acte 3
Octobre 1838 - La mansarde de Marcello juste en face de celle de Rodolfo
Schaunard, Marcello et Musette échangent sur leur triste situation, tenaillés par la faim puis parlent du malheureux Rodolfo abandonné par Mimi « Il est là, seul, sombre et morose. Comme son humeur joyeuse a vite changé depuis ce jour où Mimi a disparu en carosse! ». Tandis que les deux garçons sortent, Musette s'avoue à elle-même qu'elle doit partir : « C'est le destin! je dois m‘en aller...courage (...) Cette vie, c'est l'enfer! Non, je ne peux pas la continuer » et écrit un mot pour l'annoncer à Marcello. Elle s'apprête à partir quand Mimi arrive : « Je veux voir Rodolfo. Je veux me jeter à ses pieds pour lui demander de me pardonner ». Musetta lui enjoint de prendre la fuite comme elle. Mais Marcello revient, il a la lettre de Musetta dans la main et refuse d'y croire. Ils se disputent, il la soupçonne de le tromper mais elle dément. Le ton monte et Mimi, qui s'était cachée à l'arrivée de Marcello, vole au secours de son amie. Marcello appelle Rodolfo à son tour. Il se met en colère ne croyant pas un mot des raisons du retour de Mimi qui jure être venue se faire pardonner. Rodolfo la repousse et Mimi rejoint Musetta dans la fuite tandis que Marcello, seul, s'adonne au désespoir : « La chambre est calme et mon coeur pleure, abandonné et las des jours perdus ».

### Acte 4
La nuit de noël 1838 -  La mansarde de Rodolfo
Les quatre jeunes gens se retrouvent pour évoquer la nuit de noël de l'année précédente au café Momus. Ils s'apprêtent à dîner tristement quand on frappe à la porte. Mimi apparait, malade et vêtue pauvrement. Elle les supplie : « Oh! laissez-moi seulement passer la nuit, ici. Je vous promets que demain je ne serai plus là. ». Ils l'accueillent avec joie et elle leur raconte ses malheurs, l'abandon du vicomte, sa maladie, l'hôpital d'où elle a été chassée. Elle se réfugie dans les bras de Rodolfo et chacun cherche comment l'aider quand elle laisse entendre qu'elle n'en a plus pour longtemps. Dans l'escalier on entend la voix de Musette qui chante « Mimi Pinson, la petite blonde, chacun veut faire la cour à la blondinette ». Elle est aussitôt invitée à se joindre à eux mais elle s'alarme surtout de l'état de Mimi. Mais Mimi qui « ne veut pas mourir », se sait perdue. Elle dit encore « Ne pleure pas ... cela ne change rien ...Adieu, Rodolfo! Noël! Noël! » et s'éteint.

## Airs importants
- "Musette!...Testa adorata" (Marcello)
- "Io non ho che una povera stanzetta" (Marcello)
- "Musette svaria sulla bocca viva" (Mimì)
- "Da quel suon soavemente" (Musette)
- "Scuoti, o vento fra i sibili" (Rodolfo)
- "Mimi Pinson la biondinetta" (Musette)

## Discographie
| Date | Distribution dans cet ordre : Schaunard, Marcello, Rodolfo, Mimì, Musette              | Direction musicale, orchestre, lieu                                                  | Label                        |
| ---- | -------------------------------------------------------------------------------------- | ------------------------------------------------------------------------------------ | ---------------------------- |
| 1958 | Walter Monachesi, Doro Antonioli, Ettore Bastianini, Mafalda Masini, Rosetta Noli      | Francesco Molinari-Pradelli, Teatro di San Carlo Chorus and Orchestra (Naples)       | CD: Myto Cat: 169            |
| 1964 | Orazio Gualtiero, Antonio Annaloro, Guido Mazzini, Mazza Medici, Nedda Casei           | Alberto Zedda, Orchestra Filarmonica de Sanremo, Coro del Teatro Comunale di Bologna | LP: Cetra Cat: 1269          |
| 1975 | Jacques Trigeau, Alain Vanzo, Robert Currier-Christesen, Edith Tremblay, Anita Terzian | Nino Bonavolantà, Orchestre Lyrique de l'O.R.T.F., Chorale Lyrique de l'O.R.T.F.     | CD: DPV Cat: 30.9010         |
| 1981 | Alan Titus, Franco Bonisolli, Bernd Weikl, Lucia Popp, Alexandrina Milcheva            | Heinz Wallberg, Bavarian Radio Symphony Chorus, Munich Symphony Orchestra            | CD: Orfeo Cat: 23822         |
| 1990 | Bruno Praticò, Mario Malagnini, Jonathan Summers, Lucia Mazzaria, Martha Senn          | Jan Latham-Koenig, Teatro La Fenice Chorus and Orchestra (Venice)                    | CD: Nuova Era Cat: 223304    |
| 2002 | Urban Malmberg, Mikail Davidoff, Vittorio Vitelli, Juanita Lascarro, Katia Lytting     | Marco Guidarini, Klangbogen Wien                                                     | DVD Premiere Opera Cat: 6601 |